# La xata merenguera
La xata merenguera (anomenat també La xata melindrera en algunes zones) és un joc de rogle infantil tradicional del País Valencià i típic de Pasqua. Se sol jugar al carrer o als patis, acompanyat d'una cançoneta. Segons la lletra de la cançó, el personatge de la xata merenguera és molt presumida ja que, depenent de la versió, la xata merenguera es maquilla amb purpurina, brillantina, plastilina o fins i tot amb gasolina. En castellà la cançó és coneguda com La chata merenguela.